# Michael Markussen
Michael Markussen (nascido em 9 de janeiro de 1955) é um ex-ciclista dinamarquês que representou o seu país nos Jogos Olímpicos de Verão de 1980 e de 1984. Obteve o melhor desempenho em 1984 ao terminar em quinto competindo na prova de perseguição por equipes, com uma distância de 4 km.